# Sainte-Alvère
Sainte-Alvère (okcitansko Senta Alvèra) je naselje in občina v francoskem departmaju Dordogne regije Akvitanije. Leta 2008 je naselje imelo 891 prebivalcev.

## Geografija
Kraj leži v pokrajini Périgord ob reki Louyre, 30 km severovzhodno od Bergeraca.

## Uprava
Sainte-Alvère je sedež istoimenskega kantona, v katerega so poleg njegove, vključene še občine Limeuil, Paunat, Pezuls, Sainte-Foy-de-Longas, Saint-Laurent-des-Bâtons in Trémolat z 2.771 prebivalci.
Kanton Sainte-Alvère je sestavni del okrožja Bergerac.

## Zanimivosti
- ruševine gradu Château de Sainte-Alvère iz 14. in 15. stoletja;